# Liste römischer Kanäle

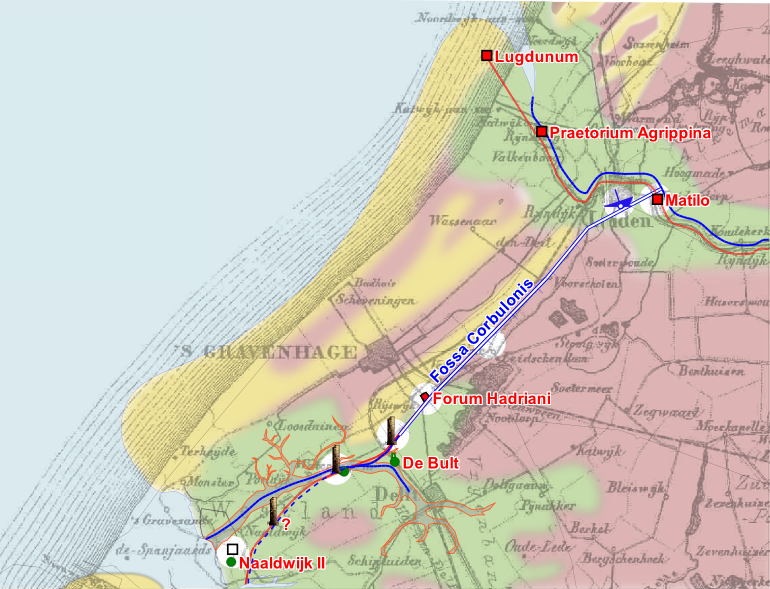
Die Fossa Corbulonis verband den Rhein und die Maas kurz vor ihrer Mündung in die Nordsee.

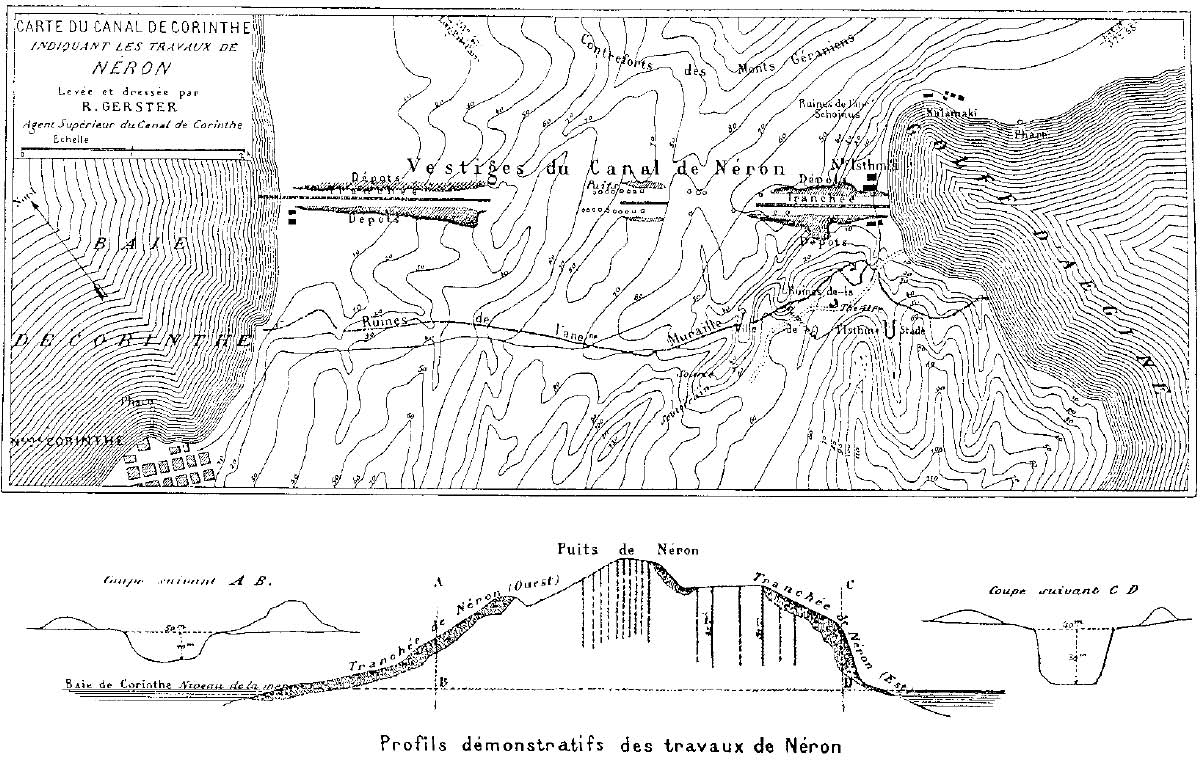
Überreste von Neros unvollendetem Kanal von Korinth, der denselben Verlauf wie der moderne Durchstich nahm.

Die Liste römischer Kanäle führt Kanalbauten der römischen Antike auf. Die Kanäle der Römer dienten gewöhnlich mehreren Zwecken wie der Bewässerung, Entwässerung, Landgewinnung, dem Hochwasserschutz und als Wasserstraße. Der Schwerpunkt liegt im Folgenden auf den größeren Bauten, insbesondere den Schifffahrtskanälen, wie sie von antiken Geographen überliefert und durch die moderne Archäologie ergraben wurden. Nicht aufgeführt werden römische Wasserleitungskanäle (Aquädukte), die zur urbanen Wasserversorgung errichtet wurden.
Einfache Schleusen zur Wasserstandsregulierung sollen erstmals durch hellenistische Ingenieure im Bubastis-Kanal zwischen dem Nil und dem Roten Meer verwendet worden sein (3. Jh. v. Chr.). Auch die Römer unter Trajan installierten am Ausgang zum Roten Meer eine Schleuse, um das Eindringen von Salzwasser in das Nildelta zu verhindern, während sie am anderen Ende den Wasserzufluss durch eine Verlängerung des Bubastis-Kanals bis auf die Höhe des heutigen Kairos verbesserten. Die Existenz von Doppelschleusen zur Überwindung von Höhenunterschieden wurde verschiedentlich angenommen, konnte aber bislang mangels eindeutiger archäologischer Indizien nicht zweifelsfrei nachgewiesen werden.

## Kanäle

### Italien
| Bauzeit                 | Verbindung                                                     | Kanaltypus           | Historie | Nachweis            |
| ----------------------- | -------------------------------------------------------------- | -------------------- | --- | ------------------- |
| 2. Jh. v. Chr.          | Südlich Linie Modena–Parma                                     | Entwässerung         | Zur Trockenlegung von Flächen am Unterlauf des Po von Marcus Aemilius Scaurus erbaut                                                | [ 9 ]               |
| 2. Jh. v. Chr.          | Gegend um Bologna, Piacenza und Cremona                        | Entwässerung         | Zur Trockenlegung von Flächen am Unterlauf des Po von Marcus Aemilius Lepidus erbaut                                                | [ 9 ]               |
| 1. Jh. v. Chr.          | Forum Appii–Terracina                                          | Entwässerung         | Zur Trockenlegung der Pontinischen Sümpfe; bei Überschwemmung der Via Appia als Schifffahrtskanal (mittels Treideln) genutzt        | [ 9 ] [ 10 ] [ 11 ] |
| Ende 1. Jh. v. Chr.     | Ferrara–Padua                                                  | Binnenland zur Küste | Von Augustus zur Anbindung Ravennas an Po-Mündung erbaut (Fossa Augusta)                                                            | [ 9 ]               |
| Vor Ende 1. Jh. n. Chr. | Fossa Flavia, Fossa Carbonaria, Fossa Philistina, Fossa Clodia | Entwässerung         | Plinius dem Älteren zufolge zur Trockenlegung des Po-Mündungsgebiets errichtet; Verlandung macht Lokalisierung heutzutage unmöglich | [ 9 ] [ 10 ]        |

### Gallien
| Bauzeit     | Verbindung          | Kanaltypus           | Historie | Nachweis            |
| ----------- | ------------------- | -------------------- | --- | ------------------- |
| 101 v. Chr. | Rhone–Fos-sur-Mer   | Binnenland zur Küste | Von Marius zur Nachschubsicherung im Kampf gegen die Teutonen durch die Crau-Ebene bis in die Umgebung von Arles gezogen | [ 9 ] [ 10 ] [ 11 ] |
| ?           | Narbonne–Fluss Aude | Binnenland zur Küste | Eröffnete Narbonne Zugang zum Mittelmeer; 13 km lang                                                                     | [ 9 ]               |

### Germanien
| Bauzeit       | Verbindung                    | Kanaltypus           | Historie | Nachweis            |
| ------------- | ----------------------------- | -------------------- | --- | ------------------- |
| 12 v. Chr.    | Rhein–IJssel (Fossa Drusiana) | Binnenland zur Küste | Zur raschen Entsendung von Truppen an die friesische Küste, ohne auf die raue Nordsee vor der Rheinmündung hinausfahren zu müssen; 14 km lang | [ 9 ] [ 10 ] [ 11 ] |
| Ca. 9 v. Chr. | Rhein-Damm                    | Binnenland           | Von Drusus zur Wasserrückhaltung für Schifffahrt auf Fossa Drusiana errichtet; vom aufständischen Iulius Civilis 70 n. Chr. zerstört          | [ 9 ]               |
| 47 n. Chr.    | Rhein–Maas (Fossa Corbulonis) | Binnenland           | Ermöglichte Befahrung beider Flüsse, ohne in die Nordsee stechen zu müssen; ca. 35 km lang                                                    | [ 9 ] [ 11 ]        |

### Britannien
| Bauzeit            | Verbindung                           | Kanaltypus   | Historie                                  | Nachweis |
| ------------------ | ------------------------------------ | ------------ | ----------------------------------------- | -------- |
| Ca. 1. Jh. n. Chr. | Fluss Cam–Fluss Ouse (Car Dyke)      | Entwässerung | Zur Landgewinnung in Fens; auch schiffbar | [ 9 ]    |
| ?                  | Fluss Ouse–Fluss Nene                | Entwässerung |                                           | [ 9 ]    |
| ?                  | Fluss Nene–Fluss Witham              | ?            |                                           | [ 9 ]    |
| ?                  | Fluss Witham–Fluss Trent (Foss Dyke) | ?            |                                           | [ 9 ]    |

### Ägypten
| Bauzeit                      | Verbindung                      | Kanaltypus           | Historie | Nachweis |
| ---------------------------- | ------------------------------- | -------------------- | --- | -------- |
| Nicht später als 112 n. Chr. | Nil–Rotes Meer (Bubastis-Kanal) | Binnenland zur Küste | Trajans Restaurierung des Bubastis-Kanals verband wie der ptolemäische Vorgängerkanal, der wohl erstmals durch Schleusen reguliert wurde, das Mittelmeer und das Rote Meer nicht direkt miteinander, sondern über den Nilstrom. Das römische Bauwerk nahm seinen Anfang bereits am Hauptstrom des Nils auf der Höhe von Babylon, 60 km weiter südlich von Bilbeis, dem Beginn des ursprünglichen Bubastis-Kanals. Der Kanal mündete schließlich im Golf von Suez nahe der antiken Stadt Arsinoe. | [ 13 ]   |

### Mösien
| Bauzeit           | Verbindung           | Kanaltypus | Historie | Nachweis      |
| ----------------- | -------------------- | ---------- | --- | ------------- |
| 101 n. Chr.       | Donau-Umgehungskanal | Binnenland | Zwecks Umschiffung der gefährlichen Stromschnellen am Eisernen Tor erbaut; früher am serbischen Ufer bei Sip auf einer Länge von 3.220 m im Gelände nachweisbar         | [ 14 ] [ 15 ] |
| 2.–6. Jh. n. Chr. | Donau-Umgehungskanal | Binnenland | Laut Prokopios zur sicheren Vorbeifahrt an den Überresten der Trajansbrücke errichtet, welche den Flussverkehr behinderten; auf serbischer Seite bei Kladovo ausgehoben | [ 16 ]        |

### Syria
| Bauzeit           | Verbindung                                                                                                  | Kanaltypus           | Historie | Nachweis |
| ----------------- | --- | -------------------- | --- | -------- |
| 1./2. Jh. n. Chr. | Umleitung eines Gebirgsbaches um Seleukia Pieria (damals Provinz Syria, heute Çevlik nahe Samandağ, Türkei) | Binnenland zur Küste | Um die Verlandung des Hafens und jährliche Überschwemmungen der Stadt zu vermeiden, wurde unter Vespasian mit dem Bau des Vespasian-Titus-Tunnels, einer Kombination von Kanälen und Tunnels, begonnen. Die Arbeiten wurden unter Titus fortgeführt und wahrscheinlich unter Antoninus Pius beendet. | [ 17 ]   |

## Kanalprojekte
Im Folgenden sind römische Kanalprojekte aufgelistet, die aus unterschiedlichen Gründen niemals realisiert wurden.
| Bauzeit           | Verbindung                                       | Kanaltypus           | Historie | Nachweis                   |
| ----------------- | ------------------------------------------------ | -------------------- | --- | -------------------------- |
| Ca. 54–68 n. Chr. | Rom–Ostia                                        | Binnenland zur Küste | Von Nero geplant | [ 9 ]                      |
| Ca. 54–68 n. Chr. | Puteoli–Ostia                                    | Binnenland zur Küste | Ausgehend vom Averner See bei Puteoli sollte der Kanal nach Neros Vorstellungen parallel zum Mittelmeer verlaufen; Gesamtlänge hätte 160 römische Meilen betragen | [ 9 ]                      |
| Ca. 54–68 n. Chr. | Isthmus von Korinth (heutiger Kanal von Korinth) | Küste zur Küste      | Zur Vermeidung der langen und gefährlichen Umschiffung der Peloponnes geplant; Gegenstand zahlreicher nie verwirklichter Kanalprojekte, die den Diolkos-Schiffkarrenweg ersetzt hätten; ernsthafte Aushubarbeiten wurden von Nero in Angriff genommen, aber nach seinem Tod eingestellt                                                                 | [ 9 ] [ 10 ] [ 11 ]        |
| 55 n. Chr.        | Saône–Mosel (heutiger Canal de l’Est)            | Binnenland           | Weiteres ambitioniertes Projekt: hätte Mittelmeer mit Nordsee über Rhone, Saône, Mosel und Rhein verbunden; setzte allerdings Kenntnis der Doppelschleuse in der Antike voraus, wofür aber keine eindeutigen Belege existieren; gleichwohl wurde der Plan letztlich nicht aus technischen Gründen, sondern aufgrund politischer Intrigen fallengelassen | [ 9 ] [ 10 ] [ 11 ]        |
| 111 n. Chr.       | Sapanca-See–Marmarameer (Plinius-Kanal)          | Binnenland zur Küste | Zur Erleichterung des Warentransports vom Hinterland an die Küste; Gegenstand eines erhaltenen Briefwechsels zwischen Statthalter Plinius dem Jüngeren und Kaiser Trajan; hätte Höhenunterschied von 32 m überwinden müssen | [ 9 ] [ 10 ] [ 11 ] [ 18 ] |